# Where Ironcrosses Grow
Where Ironcrosses Grow è un album discografico del gruppo musicale svedese Dismember, pubblicato nel 2004 dalla Karmageddon Media.

## Tracce
1. Where Ironcrosses Grow – 2:34
2. Forged with Hate – 2:54
3. Me-God – 4:20
4. Tragedy of the Faithful – 3:46
5. Chasing the Serpent – 4:13
6. Where Angels Fear to Tread – 4:43
7. Sword of Light – 3:23
8. As the Coins upon Your Eyes – 3:29
9. Children of the Cross – 5:07
10. As I Pull the Trigger – 3:38

Durata totale: 38:07

## Formazione

### Gruppo
- Matti Kärki - voce
- David Blomqvist - chitarra e basso
- Richard Cabeza - basso in Where Angels Fear to Tread e Children of the Cross
- Fred Estby - batteria

### Altri musicisti
- Anders Olsson - effetti sonori